# 吉田豊作
吉田 豊作（よしだ とよさく、1888年5月5日 - 1940年6月1日）は、日本の俳優である。本名川崎 順次郎（かわさき じゅんじろう）。新派・井上正夫門下の女形から、映画俳優になったことで知られる。

## 人物・来歴
1888年（明治21年）5月5日、広島県佐伯郡厳島町（現在の同県廿日市市宮島町）、あるいは同県広島市大須賀町41番地（現在の同県同市東区大須賀町）に生まれる。
旧制・厳島尋常小学校（現在の廿日市市立宮島小学校）を卒業後、1908年（明治41年）、同県呉市の呉座に下田平作の一座が巡業で来たときにこれに加入して俳優となり、以降、井上正夫の門下に入る。日本映画データベース、ならびに文化庁の「日本映画情報システム」によれば、1915年（大正4年）9月に公開された『塔上の秘密』（監督井上正夫・吉野二郎）に井上とともに出演しており、本作を製作・配給した天然色活動写真（天活）で、翌1916年（大正5年）までに井上とともに数本に出演している。1917年（大正6年）には、同社の創立者である小林喜三郎の小林商会で、井上とともに映画に出演している。1920年（大正9年）には国際活映に井上が招かれて同社が新設した角筈撮影所に入社、吉田もこれに同行している。『日本映画俳優全集・男優編』における田中純一郎の記述によれば、翌1921年（大正10年）4月24日に公開された『寒椿』（監督畑中蓼坡）が井上正夫の初主演作であり、吉田豊作の映画デビュー作であるとのことだが、上記のように井上も吉田も、すでに天活・小林商会で多くの出演作があった。田中によれば、同撮影所では、3作の井上主演作が計画されていたが、第3作『水彩画家』のセット撮影寸前の同年7月に撮影所が閉鎖され、製作が中止になったという。
1922年（大正11年）、井上とともに、松竹蒲田撮影所に移籍、翌1923年（大正12年）4月1日に公開された『噫無情 第一篇 放浪の巻』（監督牛原虚彦）に出演、主役のジャン・ヴァルジャンを演じる井上を、ミュリエル復正の大役で支えたが、この『第一篇』を最後に井上一座を離れ、日活向島撮影所に移籍している。同年に発行された『現代俳優名鑑』によれば、吉田は「崇拝」の欄に「井上正夫氏」と答え、「系統」は「松竹キネマ」でありながら「出勤」（勤務先）は「日活撮影所」と答えている。当時、吉田は東京府東京市本郷区駒込神明町187番地（現在の東京都文京区本駒込）に住み、身長は5尺3寸2分（約161.2センチメートル）、体重15貫6000匁（約58.5キログラム）であったという。同年9月1日に起きた関東大震災で同撮影所は壊滅、全機能を日活京都撮影所（日活大将軍撮影所、現存せず）に移し、現代劇を製作する第二部を創設した際に、吉田も異動している。
1925年（大正14年）には、松竹蒲田撮影所に復帰したが、翌年早々、兵庫県芦屋市の帝国キネマ演芸に移籍している。芦屋撮影所の閉鎖後は、小阪撮影所に移り、1929年（昭和4年）まで在籍した。
1940年（昭和15年）6月1日、死去した。満52歳没。同年7月1日付の『京都日出新聞』に、二代目市川左團次（同年2月23日没）、四代目市川市十郎（同年没）、二代目市川團九郎（同年5月2日没）、柴田善太郎（同年5月16日没）、森三之助（同年6月9日没）とともに、演劇人として新盆にあたっての報道がなされた。

## エピソード
大正3年（1924年）に、神戸で殺人を犯した犯人を京都七条警察署の由利刑事が捕縛して殉職した事件があった。これを日活京都第二撮影所が一週間後には『由利刑事』（鈴木謙作監督）として映画化し、大変な人気を呼んだ。ところが由利刑事役の藤原邦次郎はまったく評判にならず、犯人の井上武夫役の吉田が大評判となった。
この役柄が世間にはよほど印象的だったようで、映画の後、吉田が街を歩いていると、これを見つけた通行人が交番所に走り込み、「あそこに殺人犯が歩いています」と訴えた。警官が吉田をとらえて訊問したところ、『由利刑事』で犯人役だったことがわかり、大笑いとなったという。

## フィルモグラフィ
クレジットはすべて「出演」である。公開日の右側には役名、および東京国立近代美術館フィルムセンター（NFC）、マツダ映画社所蔵等の上映用プリントの現存状況についても記す。同センター等に所蔵されていないものは、とくに1940年代以前の作品についてはほぼ現存しないフィルムである。資料によってタイトルの異なるものは併記した。

### 天然色活動写真
すべて製作・配給は「天然色活動写真」、すべてサイレント映画である。
- 『塔上の秘密』（『搭上の秘密』） : 監督井上正夫・吉野二郎、主演井上正夫、1915年9月製作・公開
- 『寒紅梅』 : 監督不明、主演井上正夫、1916年1月製作・公開
- 『江戸の花』 : 監督不明、主演井上正夫、製作天活東京撮影所、1916年2月製作・公開
- 『花時雨』 : 監督不明、1916年4月製作・公開
- 『春の潮』 : 監督不明、1916年4月製作・公開

### 小林商会
すべて製作・配給は「小林商会」、すべてサイレント映画である。
- 『纏の花』 : 監督不明、1917年1月1日公開
- 『かがやき』 : 監督・主演井上正夫、1917年8月31日公開

### 国際活映
すべて製作は「国活角筈撮影所」、配給は「国際活映」、すべてサイレント映画である。
- 『寒椿』 : 監督畑中蓼坡、主演井上正夫、1921年4月24日公開 - 乗合馬車の禦者・川北林造、63分尺で現存（NFC所蔵[8]）
- 『海の人』 : 監督細山喜代松、主演井上正夫、1921年6月4日公開[2]
- 『水彩画家』 : 監督不明、主演井上正夫、1921年7月製作・未完成[2]

### 松竹蒲田撮影所
すべて製作は「松竹蒲田撮影所」、配給は「松竹キネマ」、すべてサイレント映画である。
- 『地獄船』 : 監督野村芳亭、主演井上正夫、1922年4月30日公開
- 『野に咲く白百合』 : 監督島津保次郎、1922年6月10日公開
- 『孝子啓助』 : 監督大久保忠素、1922年6月30日公開
- 『月魄』 : 監督賀古残夢、1922年7月11日公開
- 『姉妹』 : 監督牛原虚彦、1922年8月8日公開
- 『噫無情 第一篇 放浪の巻』 : 監督牛原虚彦、1923年4月1日公開 - ミュリエル復正、9分尺の断片が現存（NFC所蔵[8]）

### 日活向島撮影所
すべて製作は「日活向島撮影所」、配給は「日活」、すべてサイレント映画である。
- 『故郷』 : 監督溝口健二、1923年2月25日公開 - 津田の妻・町子
- 『恋吹雪』 : 監督鈴木謙作、1923年3月30日公開 - 息子・源吉（主演）
- 『旅の女芸人』 : 監督鈴木謙作、1923年4月1日公開 - 床屋の職人平さん
- 『三人妻』 : 監督田中栄三、1923年5月10日公開 - 葛城の手代・山瀬
- 『敗残の唄は悲し』[6][7]（『敗者の唄は悲し』[5]） : 監督溝口健二、1923年5月13日公開 - 老漁夫・萬造（主演）
- 『813』 : 監督溝口健二、1923年5月31日公開 - 謎の支那人・林斯朴
- 『欺かれた女』 : 監督若山治、1923年6月8日公開 - よし江の父木村清作
- 『落日の峠』 : 監督大洞元吾、1923年6月27日公開 - 毛虫の竹
- 『紋清殺し』 : 監督鈴木謙作、1923年7月13日公開 - 紋清養母・お勝
- 『燈籠情話』 : 監督鈴木謙作、1923年8月1日公開 - 伴蔵
- 『神への道』 : 監督細山喜代松、1923年10月19日公開 - 秀島秀三（副牧師）
- 『嵐する前』 : 監督細山喜代松、1923年11月23日公開 - 駅員・牧野勇次郎
- 『其の日の心』 : 監督細山喜代松、1923年12月21日公開 - 親方の辰造
- 『好きなおぢさん』 : 監督鈴木謙作、1923年12月28日公開 - 土方

### 日活京都撮影所
すべて製作は「日活京都撮影所」（大将軍）、配給は「日活」、すべてサイレント映画である。
日活京都撮影所
- 『心を見つめて』 : 監督細山喜代松、1923年12月31日公開 - 間々田伊三郎
- 『お光と清三郎』 : 監督村田実、1923年12月31日公開 - 見番男衆
- 『峠の唄』 : 監督溝口健二、1923年12月31日公開 - 木賃宿の主人
- 『嵐は去れり』[7]（準備題『嵐は来れり』[5][7]、『嵐は来たれり』[6]） : 監督鈴木謙作、1924年1月20日公開 - 馬方の吉三（主演）

日活京都撮影所第二部
- 『清作の妻』 : 監督村田実、1924年2月1日公開 - 兵助
- 『ふるさとの夢』 : 監督鈴木謙作、1924年3月7日公開 - 新兵衛（主演）
- 『猛犬の秘密』 : 監督村田実、1924年3月14日公開 - 森地眞（医師）
- 『曠野を行く』 : 監督細山喜代松、1924年4月4日公開 - 勇蔵（主演）
- 『小さき者の楽園』 : 監督鈴木謙作、1924年5月9日公開 - サンタクロース
- 『由利刑事』 : 監督鈴木謙作、1924年5月22日公開 - 兇賊井上武夫（主演）
- 『信号』 : 監督村田実、1924年6月15日公開 - 線路番総吉（主演）
- 『金色夜叉』 : 監督村田実、1924年7月15日公開 - 富山唯継
- 『陸の一夜』 : 監督細山喜代松、1924年7月25日公開 - 大五郎
- 『本牧夜話』 : 監督鈴木謙作、1924年9月5日公開 - アレキシイーフ（露国人）
- 『歓楽の女』 : 監督溝口健二、1924年11月14日公開 - 紳士
- 『噫特務艦関東』 : 監督若山治・鈴木謙作・溝口健二、1925年1月22日公開 - 糠の浦・村の区長
- 『怒濤 海の者』 : 監督鈴木謙作、1925年1月23日公開 - 漁師・良一（主演）
- 『死生を越へて』 : 監督三枝源次郎、1925年1月30日公開 - 工夫頭達蔵

### 松竹蒲田撮影所
すべて製作は「松竹蒲田撮影所」、配給は「松竹キネマ」、すべてサイレント映画である。
- 『呪の女』 : 監督吉野二郎、1925年2月21日公開
- 『大地は微笑む 前篇』 : 監督牛原虚彦・島津保次郎、1925年4月10日公開
- 『大地は微笑む 中篇』 : 監督牛原虚彦・島津保次郎、1925年4月17日公開
- 『大地は微笑む 後篇』 : 監督牛原虚彦・島津保次郎、1925年4月17日公開
- 『椿咲く国』 : 監督吉野二郎、1925年5月1日公開
- 『小さき姫君』 : 監督吉野二郎、1925年5月20日公開
- 『恋の選手』 : 監督牛原虚彦、1925年6月20日公開
- 『その夜の罪』 : 監督蔦見丈夫、1925年7月22日公開
- 『義人の刃』 : 監督清水宏、1925年7月28日公開 - 牧本隼人
- 『海の誘惑』 : 監督池田義信、1925年8月27日公開
- 『安全地帯』 : 監督吉野二郎、1925年8月28日公開 - 主演

### 帝国キネマ演芸
すべて製作は「帝国キネマ芦屋撮影所」あるいは「帝国キネマ小阪撮影所」、配給は「帝国キネマ演芸」、すべてサイレント映画である。
芦屋撮影所
- 『巡礼小唄』 : 監督大森勝、1926年2月10日公開 - 勇作
- 『和泉屋太物店』 : 監督佐藤樹一路、1926年4月10日公開 - 番頭和一
- 『怨の悲曲』 : 監督亀井清一、1926年4月29日公開 - 爺さん善作
- 『明け行く罪の一夜』 : 監督松本英一、1926年5月13日公開 - 巡査吉本誠介
- 『チエチャン万歳』 : 監督大森勝、1926年5月20日公開 - 主演
- 『親子獅子』 : 監督大森勝、1926年6月4日公開 - 主演
- 『闇を辿りて』 : 監督佐藤喜一路（佐藤樹一路）、1926年6月17日公開 - 奥村慎造（主演）
- 『自由の天地』 : 監督大森勝、1926年9月23日公開
- 『人生苦』 : 監督佐藤喜一路、1926年11月19日公開 - 主演
- 『女性の悲哀』 : 監督大森勝、1926年製作・公開
- 『村の娘』 : 監督亀井清一、1927年1月10日公開 - 主演
- 『晴れ行く村』 : 監督赤松恵美彦、1927年2月22日公開
- 『愛はつはもの』 : 監督大森勝、1927年3月6日公開 - 主演
- 『長屋泰平記』 : 監督大森勝、1927年3月12日公開
- 『哀歌』 : 監督深川ひさし、製作・配給帝国キネマ演芸、1927年4月15日公開 - 主演
- 『新野崎』 : 監督大森勝、1927年5月15日公開 - 主演
- 『勝利の鍵とは』 : 監督亀井清一、1927年6月4日公開
- 『妻難』[5]（『妻離』[6]） : 監督亀井清一、1927年8月20日公開 - 主演
- 『忠臣蔵 前篇』 : 監督山下秀一、1927年10月31日公開 - 不破数右衛門
- 『美しき牢獄』 : 監督大森勝、1927年製作・公開
- 『美人は怖いぞ』 : 監督大森勝、1927年製作・公開

小阪撮影所
- 『緋鹿子草紙』 : 監督大森勝、1927年11月20日公開
- 『恋の裏町 前後篇』 : 監督大森勝、1927年12月31日公開
- 『鬼』 : 監督深川ひさし、1928年1月20日公開 - 主演
- 『花婿騒動』 : 監督大森勝、1928年2月1日公開 - 父佐吉
- 『会津の小鉄』 : 監督吉野二郎、製作マキノプロダクション御室撮影所・新潮座、配給マキノプロダクション、1928年3月28日公開
- 『鮮血の誉』 : 監督高木英雄、1928年5月1日公開
- 『珍妙結婚記』 : 監督大森勝、1928年6月12日公開
- 『芹沢一等卒』 : 監督高木英雄、1928年6月19日公開
- 『串本音頭』 : 監督大森勝、1928年8月12日公開
- 『恋を握る』 : 監督大森勝、1928年10月6日公開
- 『未来の大臣』 : 監督大森勝、1928年10月13日公開
- 『忠臣蔵 後篇』 : 監督山下秀一、製作帝国キネマ芦屋撮影所、1928年11月6日公開 - 不破数右衛門
- 『奥様教育』 : 監督大森勝、1929年1月5日公開
- 『新世帯』 : 監督大森勝、1929年1月26日公開
- 『糸の乱れ』 : 監督大森勝、1929年3月1日公開
- 『凸凹二人組』 : 監督大森勝、1929年12月14日公開

### フリーランス
- 『楠正成』 : 監督池田富保、製作太秦発声映画、配給不明、トーキー、1933年6月1日公開 - 町鍛冶の四郎兵衛
- 『稽古扇』 : 監督勝浦仙太郎、製作新興キネマ東京撮影所、配給新興キネマ、サウンド版、1935年5月8日公開 - 信夫の父孫善
- 『大尉の娘』 : 監督野淵昶、製作松竹興行現代劇部・芸術座・新興キネマ東京撮影所、配給新興キネマ、トーキー、1936年1月30日公開 - 文十